# Marea Nordului în timpul furtunii
Marea Nordului în timpul furtunii. După apus. Højen este o pictură din 1909 realizată de Laurits Tuxen. Deși picturile sale din Skagen datează de la începutul secolului al XX-lea, Tuxen este considerat acum unul dintre artiștii cunoscuți ca pictorii din Skagen care s-au adunat în nordul Danemarcei în anii 1870 și 1880.

## Istoric
Pictorii din Skagen a fost un grup de artiști danezi care s-au adunat în fiecare vară de la sfârșitul anilor 1870, în satul pescăresc Skagen, în nordul Iutlandei, pictând pescarii locali, întâlnirile și sărbătorile lor. Laurits Tuxen (1853-1927), absolvent al Academiei Regale Daneze de Arte Frumoase din Copenhaga, a vizitat Skagen pentru prima dată în 1870. După vizite ulterioare în anii 1870, a cumpărat o reședință de vară împreună cu a doua soție a lui Frederikke Treschow în 1901. El nu se afla în Skagen când colonia artiștilor era în perioada sa de vârf în anii 1880, dar acum este considerat unul dintre cei mai importanți pictori din Skagen, datorită numeroaselor lucrări pe care le-a pictat între 1901 și până la moartea sa în 1927. El este totuși cunoscut, în primul rând, pentru portretele mari ale familiilor regale din Europa.

## Descrierea picturii
Marea Nordului în timpul furtunii este un tablou marin din zona Højen, pe coasta de vest a Skagen Odde. Măsurând 176 x 234 de centimetri este una dintre cele mai mari lucrări ale lui Tuxen. Ca urmare a mărimii sale monumentale, aceasta îi conferă observatorului impresia că se află lângă marea turbulentă, mai ales că valurile ajung direct în partea de jos a picturii. Albastrul și verdele mării contrastează cu nuanțele calde de portocaliu și galben ale cerului. Soarele tocmai apune, ultimele raze fiind reflectate în valurile joase. În timp ce multe dintre lucrările pictorilor din Skagen înfățișează plaje, pictura lui Tuxen este limitată la marea însăși.
Tuxen a donat lucrările Muzeului Skagen, unde face parte din colecție.